# معاملة المثليين في هاواي
يتمتع الأشخاص المثليين والمثليات ومزدوجي التوجه الجنسي والمتحولين جنسياً (اختصاراً: LGBT) في ولاية هاواي بجميع الحقوق التي يتمتع بها المغايرون جنسيا. تم إلغاء تجريم النشاط الجنسي المثلي منذ عام 1973 لتكون هاواي واحدة من الست الولايات الأولى التي اقوم بتقنينه. بعد الموافقة على قانون المساواة في الزواج في هاواي في نوفمبر 2013، سُمح للأزواج المثليين بالزواج في الجزر. بالإضافة إلى ذلك، تحظر قوانين هاواي التمييز على أساس كل من التوجه الجنسي والهوية الجندرية. تم حظر استخدام علاج التحويل على القاصرين منذ يوليو 2018. يتمتع الأزواج المثليون والمثليات بنفس الحقوق والمزايا والمعاملة الذي يتمتع به الأزواج المغايرون، بما في ذلك الحق في التبني.
كانت العلاقات المثلية جزءًا من ثقافة هاواي لعدة قرون. يشير مصطلح آيكاني (بالإنجليزية: aikāne)‏ إلى العلاقات الجنسية المثلية أو العلاقات الجنسية ذات ازدواجية التوجه الجنسي، والتي تم قبولها على نطاق واسع في مجتمع هاواي قبل الاستعمار، ويشير مصطلح ماهو (بالإنجليزية: māhū)‏ إلى الجنس الثالث بجانب الذكور والإناث. قام المبشرون المسيحيون، الذين وصلوا في القرن التاسع عشر، بتحويل السكان المحليين إلى المسيحية. نتيجة لذلك، تم سن أول قانون ضد المثلية في عام 185، ما جرم السدومية مع 20 عامًا من العمل الشاق. خلال الستينيات وما بعدها، دخلت حقوق المثليين في الحياة العامة، والتي أعقبتها إصلاحات متعددة لحقوق المثليين، بما في ذلك إلغاء قانون السدومية.
في العصر الحديث، تتميز هاواي بكونها صديقة للمثليين، حيث توجد العديد من المنشآت وأماكن الإقامة والمهرجانات التي تخدم خاصة السياح والأزواج والشركاء المثليين. وجدت استطلاعات الرأي الأخيرة أن زواج المثليين يتمتع بمستويات عالية من الدعم في الولاية.

## قانونية النشاط الجنسي المثلي
ألغت هاواي تجريم النشاط الجنسي المثلي في أبريل عام 1972، وقامت بمراجعة قوانين الجرائم الجنسية في عام 1986 بعد حكم المحكمة العليا الأمريكية الذي دافع عن تجريم جورجيا للسدومية. يعتبر قانون إلغاء تجريم السدومية الأصلي ساري المفعول من بداية عام 1973.

## الاعتراف القانوني بالعلاقات المثلية

### تشريع زواج	المثليين
في 9 سبتمبر 2013 أعلن الحاكم نيل أبركرومبي أنه كان سيدعو الهيئة التشريعية لولاية هاواي إلى جلسة خاصة في 28 أكتوبر للنظر في مشروع قانون زواج المثليين. حظي مشروع القانون بدعم واسع في مجلس الشيوخ وكذلك بالأغلبية المطلوبة في مجلس النواب. في حالة الموافقة عليه، سيدخل مشروع القانون حيز التنفيذ في 18 نوفمبر.
في 28 أكتوبر/ تشرين الأول، أقرت لجنة القضاء والعمل بمجلس الشيوخ تشريع زواج المثليين بتصويت 5 أصوات لصالحه مقابل صوتين ضد (5-2)، وأرسلت مشروع القانون للتصويت الكامل في مجلس الشيوخ. في 30 أكتوبر، وافق مجلس الشيوخ على التشريع بتصويت 20 صوت لصالح مقابل 4 أصوات ضد، وأرسل مشروع القانون إلى مجلس النواب. في 31 أكتوبر، تمت مناقشة مشروع القانون من قبل كل من لجنة العدالة لمجلس النواب واللجنة المالية لمجلس النواب، بعد نقاش عام واسع ومحاولة ل«تعطيل» التشريع، مر مشروع القانون في 8 نوفمبر في تصويت 30 صوتا لصالح مقابل 19 صوتا ضد (30-19). عاد مشروع القانون إلى مجلس الشيوخ للموافقة على تعديلات مجلس النواب التي وسعت الإعفاءات الدينية، وقدم مجلس الشيوخ الموافقة التشريعية النهائية في 12 نوفمبر، في تصويت 19 صوتا لصالح مقابل 4 أصوات ضد (19-4) لإرساله إلى مكتب الحاكم. الحاكم نيل أبركرومبي مشروع القانون ليصبح قانونًا في 13 نوفمبر؛ بدأ الأزواج المثليون بالزواج في 2 ديسمبر 2013.

### التاريخ قبل تشريع زواج المثليين
تم الطعن في رفض هاواي لرخص الزواج للأزواج المثليين في المحكمة في عام 1993. في عام 1994، سنت الولاية قانونًا يحظر زواج المثليين. في نوفمبر 1998، صوت ناخبو هاواي بنسبة 69% لصالح التعديل الدستوري 2 في هاواي، الذي عدل دستور الولاية للسماح للهيئة التشريعية بحظر زواج المثليين. قاد التعديل الدستوري المحكمة العليا في هاواي إلى رفض الدعوى.
أقامت هاواي العلاقات المتبادلة بين المستفيدين، وهو شكل محدود من الاتحادات المدنية، لكل من الشركاء المثليين والشركاء المغايرين في عام 1997. فشلت محاولات تشريعية عديدة لإقامة اتحادات مدنية أكمل تعادل الاتحادات المدنية والشراكات المحلية في الولايات القضائية.
اعترضت الحاكمة ليندا لينغل على قانون الاتحاد المدني في عام 2010. وقع الحاكم نيل أبركرومبي نفس التشريع في 23 فبراير 2011، وهو أول قانون وقّعه كحاكم. دخل القانون حيز التنفيذ في 1 يناير 2012.
قدمت هاواي فوائد للشركاء المثلييين لموظفي الولاية منذ عام 1997.

## التبني وتنظيم الأسرة
تسمح هاواي لجميع الأزواج، بما في ذلك الأزواج المثليين بالتبني. بالإضافة إلى ذلك، يمكن للزوجات المثليات من الإناث الحصول على التلقيح الاصطناعي وتقنيات الإنجاب بالمساعدة، كما أن تأجير الأرحام مسموح بها للأزواج المثليين من الذكور كذلك.

## الحماية من التمييز
يحظر قانون هاواي صراحة التمييز القائم على كل من التوجه الجنسي والهوية الجندرية أو التعبير عنها في التوظيف، والإسكان العام والإسكان.
تمت إضافة أشكال الحماية من التمييز على أساس التوجه الجنسي في التوظيف في عام 1991. وفي عام 2005، تم توسيع نطاق الحماية لتشمل الإسكان وفي عام 2006 لتشمل المساكن العامة، سواء بالنسبة للتوجه الجنسي والهوية الجندرية أو التعبير عنها. في عام 2011، امتدت حماية الهوية الجندرية أو التعبير عنها إلى التوظيف.
علاوة على ذلك، يحظر قانون مكافحة التنمر في الولاية التنمر على أساس العرق واللون والأصل القومي والجنس والهوية الجندرية والتعبير والدين والإعاقة الجسدية والعقلية والتوجه الجنسي والمظهر الجسدي والوضع الاجتماعي والاقتصادي المميز. كما يتضمن القانون صراحة التنمر والمضايقات الإلكترونية، وينطبق على جميع المدارس الابتدائية العامة ومباني المدارس الثانوية.
في يوليو 2018، أقرت الهيئة التشريعية في هاواي مشروع قانون، تم التوقيع عليه بعد ذلك من قبل حاكم هاواي، لحماية جميع الطلاب بموجب «البند التاسع من المادة» الصريح، مما يعني أن هاواي لديها الآن بعض أقوى أشكال الحماية القانونية للطلاب المثليين والمثليات ومزدوجي التوجه الجنسي والمتحولين جنسيا في الولايات المتحدة. دخل القانون حيز التنفيذ في 1 يناير 2019.

## قانون جرائم الكراهية
يوجد في هاواي قانون يتناية من جرائم الكراهية على أساس التوجه الجنسي والهوية الجنسية أو التعبير الفعلية و/أو المتصورة.
وفقًا للنظام الأساسي:
- يُعرف التوجه الجنسي بأنه المغايرة الجنسية أو المثلية الجنسية أو ازدواجية التوجه الجنسي وهؤلاء «لديهم تاريخ من أي واحد أو أكثر من هذه التفضيلات أو يتم التعرف على أن لديهم أي واحد أو أكثر من هذه التفضيلات.»[26]
- الهوية أو التعبير الجندري «يشمل الجنس الفعلي أو المتصور للشخص، وكذلك الهوية الجندرية للشخص، أو الصورة الذاتية المتعلقة بالجندر، أو المظهر ذي الصلة بالجندر، أو التعبير المتعلق بالجندر؛ بغض النظر عما إذا كانت تلك الهوية الجندرية أو الصورة الذاتية المتعلقة بالجندر أو المظهر المرتبط بالجندر أو التعبير المتعلق بالجندر يختلف عن التعبير المرتبط تقليديًا بجنس الشخص عند الولادة.»[27]

## الهوية الجنسية والتعبير عنها
في السابق، أصدرت وزارة الصحة في هاواي شهادة ميلاد جديدة للمتحولين جنسياً بعد العملية الجراحية فقط عند تلقي شهادة الطبيب للتحقق من أن المسجل قد خضع لعملية تغيير الجنس. في 5 مايو 2015، أقرت الهيئة التشريعية في هاواي مشروع قانون للسماح للأشخاص المتحولين جنسيا بتغيير جنسهم في شهادات ميلادهم دون الخضوع لمثل هذه الجراحة. وقع حاكم هاواي دافيد إيغي مشروع القانون ليصبح قانونًا في 14 يوليو 2015، ودخل التشريع حيز التنفيذ على الفور.
منذ 1 يوليو 2016، حظرت هاواي أيضًا التمييز ضد الهوية الجندرية أو التعبير عنها في عقود التأمين. يجب أن يشمل ذلك أيضًا جراحة إعادة تحديد الجنس.

## علاج التحويل
منذ عام 2013، تم تقديم العديد من مشاريع القوانين في هاواي لحظر علاج التحويل على القاصرين قانونيا، لكنها فشلت جميعا
في أبريل 2018، أقر كل من مجلس النواب في هاواي ومجلس الشيوخ في هاواي مشروع قانون يحظر قانونًيا علاج التحويل على القاصرين. بسبب الإصدارات المختلفة، انعقد مجلس النواب ومجلس الشيوخ في لجنة مؤتمرات.
في مايو 2018، صادقت لجنة المؤتمر على نسخة واحدة من مشروع القانون في صيغة موجزة واحدة تم الاتفاق عليها بالإجماع وتم التوقيع عليها بعد ذلك ليصبح قانونًا من قبل الحاكم ديفيد إيغ. دخل القانون حيز التنفيذ في 1 يوليو 2018.

## الرأي العام والتركيبة السكانية

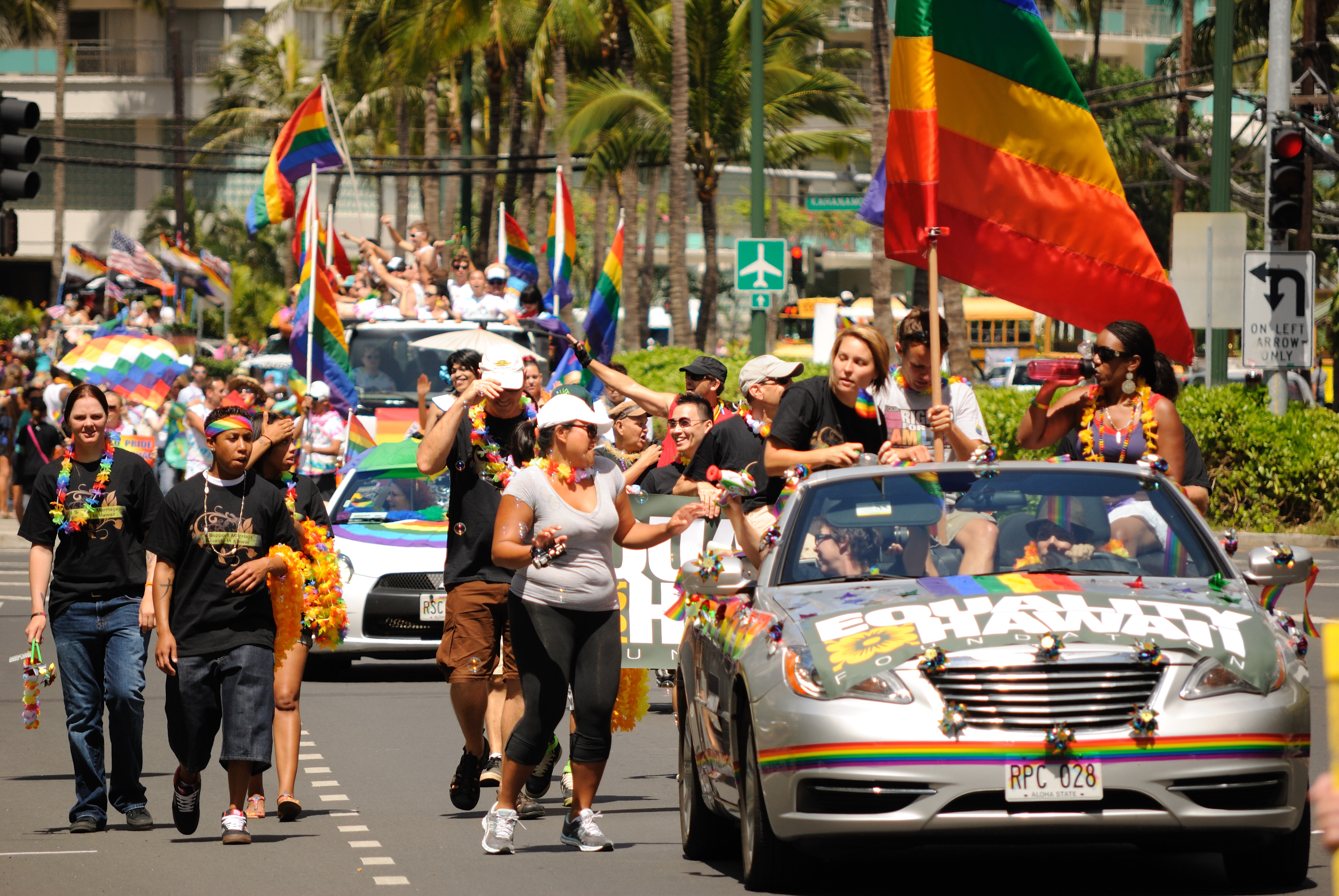
المشاركون في مسيرة فخر هونولولو 2012

أظهر استطلاع أجراه معهد ويليامز عام 2013 أن 5.1% من السكان البالغين في هاواي يعرفون انفسهم على أنهم مثليون أو مثليات أو مزدوجو التوجه الجنسي أو متحولون جنسيا. كان هذا هو الأعلى في الولايات المتحدة، بعد واشنطن العاصمة فقط (10%).
وجد استطلاع أجراه معهد أبحاث الدين العام 2017 أن 68% من سكان هاواي يؤيدون زواج المثليين، بينما عارضه 20% منهم فقط وكان 12% غير متأكدين. بالإضافة إلى ذلك، أيد 74% منهم قانون مكافحة التمييز الذي يشمل التوجه الجنسية والهوية الجندرية، في حين عارضه 13% فقط.

## ملخص
| قانونية النشاط الجنسي المثلي                                                                          | (منذ عام 1983)                                          |
| المساواة في السن القانوني للنشاط الجنسي                                                               | Yes                                                     |
| قوانين مكافحة التمييز في جميع المجالات                                                                | (على أساس التوجه الجنسي والهوية الجندرية والتعبير عنها) |
| قوانين مكافحة التنمر تشمل التوجه الجنسي والهوية الجندرية في المدارس والجامعات                         | Yes                                                     |
| زواج المثليين                                                                                         | (منذ عام 2013)                                          |
| الاعتراف القانوني بالعلاقات المثلية                                                                   | (منذ عام 1997)                                          |
| تبني أحد الشريكين للطفل البيولوجي للشريك الآخر                                                        | (منذ عام 2012)                                          |
| التبني المشترك للأزواج المثليين                                                                       | (منذ عام 2012)                                          |
| يسمح للمثليين والمثليات ومزدوجي التوجه الجنسي بالخدمة علناً في القوات المسلحة                          | (منذ عام 2011)                                          |
| يسمح للمتحولين جنسيا بالخدمة علناً في القوات المسلحة                                                   | (منذ عام 2018)                                          |
| الحق بتغيير الجنس القانوني                                                                            | Yes                                                     |
| الاعتراف بالجنس الثالث                                                                                | No                                                      |
| حماية القاصرين ثنائيي الجنس من التدخلات الجراحية التعسفية                                             | No                                                      |
| وجوب تدريس التثقيف الجنسي الشامل للمثليين والمثليات ومزدوجي التوجه الجنسي والمتحولين جنسيا في المدارس | No                                                      |
| علاج التحويل محظور                                                                                    | (منذ عام 2018)                                          |
| إلغاء تصنيف المثلية الجنسية كمرض                                                                      | Yes                                                     |
| الحصول على أطفال أنابيب للمثليات                                                                      | Yes                                                     |
| الأمومة التلقائية للطفل بعد الولادة                                                                   | Yes                                                     |
| تأجير الأرحام التجاري للأزواج المثليين من الذكور                                                      | Yes                                                     |
| السماح للرجال الذين مارسوا الجنس الشرجي بالتبرع بالدم                                                 | No                                                      |